# Анакамптис
Анака́мптис (лат. Anacámptis) — род многолетних травянистых растений, включённый в трибу Ятрышниковые (Orchideae) семейства Орхидные (Orchidaceae).

## Ботаническое описание

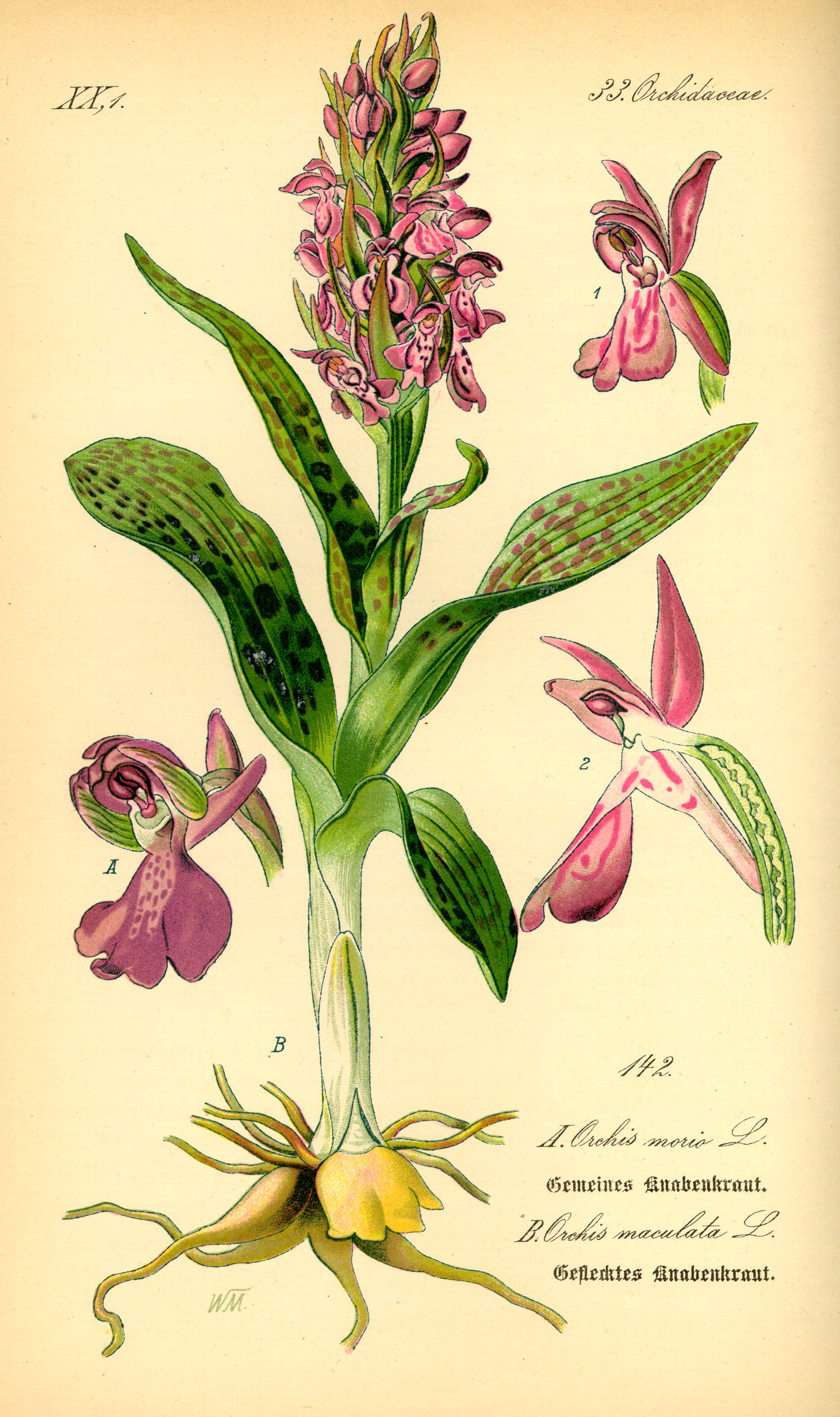
Anacamptis morio,

Многолетнее клубневое растение 25—65 см высотой.
Клубни цельные, эллипсоидальные или яйцевидные, почти шаровидные.
Листья линейные.
Соцветие — густой, коротко-пирамидальный или яйцевидный колос 3—8 см длиной.
Цветки пурпурно-красные, изредка розовые или белые. Боковые наружные лепестки околоцветника отогнутые, неравнобокие; средний эллиптически-яйцевидный, вогнутый, вместе с яйцевидными внутренними лепестками образует шлем; губа при основании с тремя продольными гребешками, трёхлопастная, с почти равными лопастями, тупыми, средней более узкой продолговатой, боковыми продолговато-ромбическими; шпора нитевидная, длинная, повислая, почти прямая, туповатая, почти равная завязи, 13—15 мм длиной. Пыльник эллипсоидальный с параллельными гнёздами; клювик маленький, выдаётся в виде утолщённой пластинки между основаниями гнёзд пыльников, при основании продолжен в кармашек, заключающий одну общую почти округлую желёзку, скрепляющую ножки поллиниев. Завязь сидячая, цилиндрическая, скрученная. Прицветники перепончатые.

## Ареал
Растения рода Анакамптис встречаются в Европе (Дания, Великобритания, Ирландия, Норвегия, Швеция, Австрия, Бельгия, Чехословакия, Германия, Венгрия, Нидерланды, Польша, Швейцария, Балеарские острова, Корсика, Франция, Португалия, Сардиния, Испания, Болгария, Албания, Греция, Италия, Крит, Россия, Украина, Кавказ), Африке (Алжир, Ливия, Марокко, Тунис), от Средней до Центральной Азии (Казахстан, Туркмения, Таджикистан, Узбекистан, Афганистан, Иран, Ирак, Палестина, Турция, Саудовская Аравия).
На территории Украины и Кавказа произрастает анакамптис пирамидальный: в Карпатах, Расточье, лесостепной части Украины, в горном и южном Крыму, на северо-западном Кавказе и в Предкавказье. Он же встречается на территории России, в Краснодарском крае.

## Таксономия

### Таксономическая схема
|  |                                      |  |                                                         |                                                         |                    |  | ещё 13 семейств (согласно Системе APG III) |                     |                     |         |
|  |                                      |  |                                                         |                                                         |                    |  |                                            |                     |                     | 34 вида |
|  |                                      |  |                                                         | порядок Спаржецветные                                   |                    |  |                                            |                     | род Анакамптис      |         |
|  |                                      |  |                                                         | порядок Спаржецветные                                   |                    |  |                                            |                     | род Анакамптис      |         |
|  | отдел Цветковые, или Покрытосеменные |  |                                                         |                                                         | семейство Орхидные |  |                                            |                     |                     |         |
|  | отдел Цветковые, или Покрытосеменные |  |                                                         |                                                         |                    |  |                                            |                     |                     |         |
|  |                                      |  | ещё 58 порядков цветковых растений (по Системе APG III) | ещё 58 порядков цветковых растений (по Системе APG III) |                    |  |                                            | ещё около 880 родов | ещё около 880 родов |         |
|  |                                      |  |                                                         | ещё 58 порядков цветковых растений (по Системе APG III) |                    |  |                                            |                     | ещё около 880 родов |         |

### Список видов
По данным The Plant List на 2013 год, в состав рода включены 34 вида:
- Anacamptis × alata (Fleury) H.Kretzschmar, Eccarius & H.Dietr.
- Anacamptis × alatoides (Gadeceau) H.Kretzschmar, Eccarius & H.Dietr.
- Anacamptis boryi (Rchb.f.) R.M.Bateman, Pridgeon & M.W.Chase
- Anacamptis × caccabaria (Verg.) H.Kretzschmar, Eccarius & H.Dietr.
- Anacamptis collina (Banks & Sol. ex Russell) R.M.Bateman, Pridgeon & M.W.Chase
- Anacamptis coriophora (L.) R.M.Bateman, Pridgeon & M.W.Chase — Анакамптис клопоносный
- Anacamptis cyrenaica (E.A.Durand & Barratte) H.Kretzschmar, Eccarius & H.Dietr.
- Anacamptis × dafnii (Wolfg.Schmidt & R.Luz) H.Kretzschmar, Eccarius & H.Dietr.
- Anacamptis × duquesnei (Rchb.f.) ined.
- Anacamptis × eccarii H.Kretzschmar & G.Kretzschmar
- Anacamptis × feinbruniae (H.Baumann & Dafni) H.Kretzschmar, Eccarius & H.Dietr.
- Anacamptis × genevensis (Chenevard) H.Kretzschmar, Eccarius & H.Dietr.
- Anacamptis × gennarii (Rchb.f.) H.Kretzschmar, Eccarius & H.Dietr.
- Anacamptis × gerakarionis (Faller & K.Kreutz) H.Kretzschmar, Eccarius & H.Dietr.
- Anacamptis × israelitica (H.Baumann & Dafni) R.M.Bateman, Pridgeon & M.W.Chase
- Anacamptis × laniccae (Braun-Blanq.) H.Kretzschmar, Eccarius & H.Dietr.
- Anacamptis × larzacensis (H.Kurze & O.Kurze) H.Kretzschmar, Eccarius & H.Dietr.
- Anacamptis × lasithica (Renz) H.Kretzschmar, Eccarius & H.Dietr.
- Anacamptis × laxiflora (Lam.) R.M.Bateman, Pridgeon & M.W.Chase
- Anacamptis × lesbiensis (Biel) H.Kretzschmar, Eccarius & H.Dietr.
- Anacamptis × lloydiana (Rouy) H.Kretzschmar, Eccarius & H.Dietr.
- Anacamptis × menosii (C.Bernard & G.Fabre) H.Kretzschmar, Eccarius & H.Dietr.
- Anacamptis morio (L.) R.M.Bateman, Pridgeon & M.W.Chase — Ятрышник дремлик
- Anacamptis × olida (Bréb.) H.Kretzschmar, Eccarius & H.Dietr.
- Anacamptis palustris (Jacq.) R.M.Bateman, Pridgeon & M.W.Chase — Анакамптис болотный
- Anacamptis papilionacea (L.) R.M.Bateman, Pridgeon & M.W.Chase
- Anacamptis × parvifolia (Chaub.) H.Kretzschmar, Eccarius & H.Dietr.
- Anacamptis pyramidalis (L.) Rich. — Анакамптис пирамидальный
- Anacamptis sancta (L.) R.M.Bateman, Pridgeon & M.W.Chase
- Anacamptis × sciathia (Biel) H.Kretzschmar, Eccarius & H.Dietr.
- Anacamptis × semisaccata (E.G.Camus) H.Kretzschmar, Eccarius & H.Dietr.
- Anacamptis × simorrensis (E.G.Camus) H.Kretzschmar, Eccarius & H.Dietr.
- Anacamptis × timbali (Velen.) H.Kretzschmar, Eccarius & H.Dietr.
- Anacamptis × van-lookenii (C.Bernard & G.Fabre) H.Kretzschmar, Eccarius & H.Dietr.